# Anna Fugger (1584–1616)

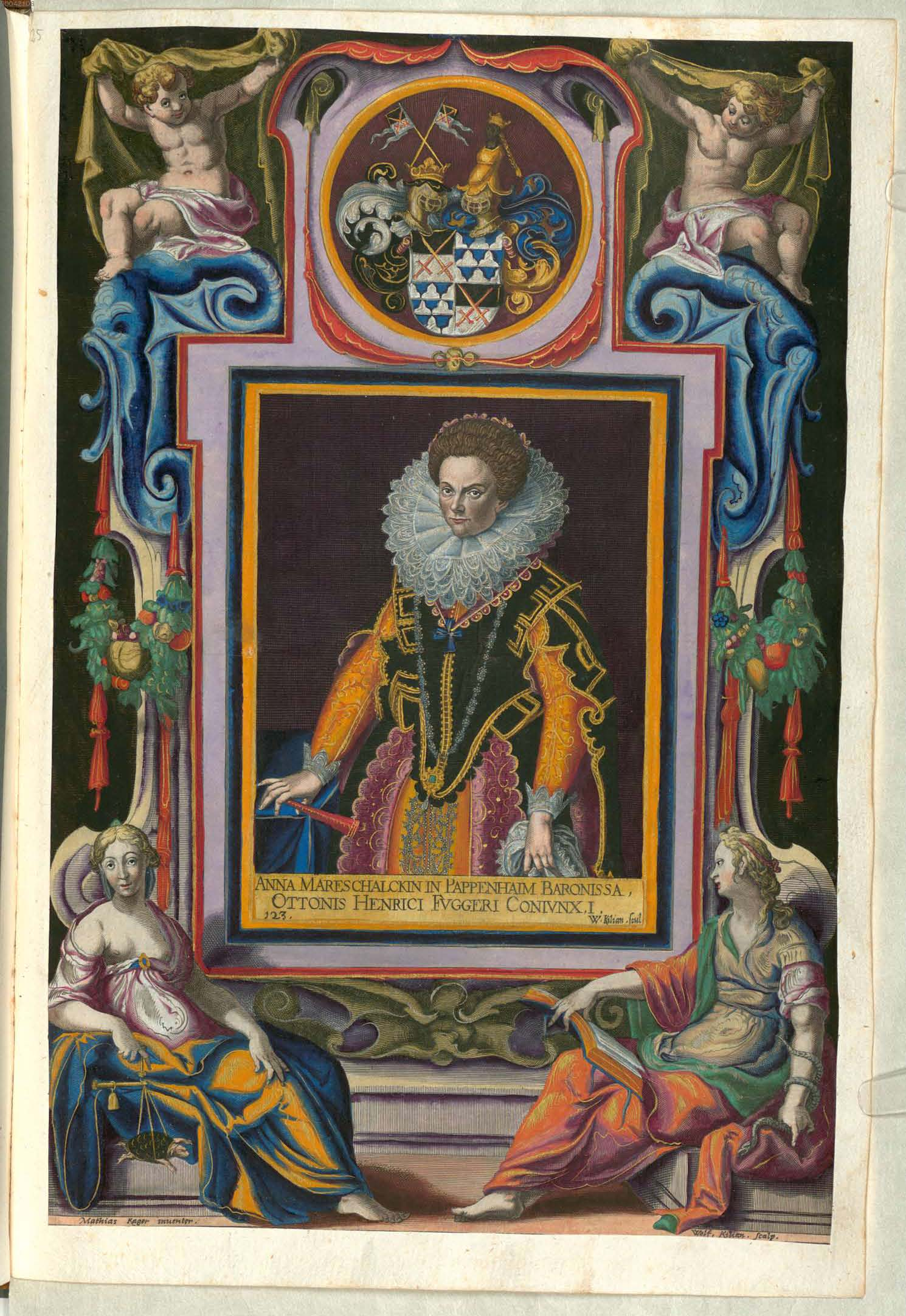
Anna Fugger, geb. von Pappenheim

Anna Fugger (* 1584; † 13. September 1616) war eine geborene von Pappenheim. Mit ihr ging die Herrschaft Grönenbach von den Pappenheim an die Fugger über.

## Leben
Anna Fugger war die Tochter von Alexander II. von Pappenheim († 1612) und seiner Gemahlin Margareta von Syrgenstein. Sie war in erster Ehe mit Heinrich Philipp von Rechberg († 1611) und in zweiter Ehe mit Otto Heinrich Graf Fugger von Kirchberg und zu Weißenhorn († 1644) vermählt. Anna wurde von ihrem Vater Alexander II. als Universalerbin für seine Besitzungen eingesetzt. Am 13. September 1616 ist Anna Fugger in Augsburg verstorben und für das Begräbnis nach Bad Grönenbach überführt und in der Stiftskirche St. Philip und Jakob bestattet.

## Nachkommen
Anna Fugger hatte selbst keine Kinder, durch ihre Ehe mit Otto Heinrich Fugger ging jedoch ihr gesamter Besitz auf dessen Sohn Paul Graf Fugger Herr auf Mickhausen und Duttenstein († 1701) über. 